# Chambre de commerce et d'industrie de la Savoie
La chambre de commerce et d'industrie de la Savoie (CCI Savoie) est la chambre de commerce et d'industrie du département de la Savoie. Son siège est à Chambéry au 5, rue Salteur à Chambéry. Elle possède une antenne à Albertville, 45 avenue Jean Jaurès.
Elle fait partie de la chambre régionale de commerce et d'industrie Rhône-Alpes.

## Missions
À ce titre, elle a pour mission :
- de représenter les intérêts des entreprises du commerce, de l'industrie et des Services de la Savoie auprès des pouvoirs publics et des partenaires institutionnels et économiques.
- d'accompagner les entreprises tout au long de leur vie (création, développement et transmission)

Comme toutes les CCI, elle est placée sous la double tutelle du Ministère de l'Economie et de finances.

### Service proposés aux entreprises
- Formalités d'entreprises :
  - formalité des entreprises
  - formalités à l'international
  - taxe d'apprentissage
  - carte de commerçant ambulant
  - cartes professionnelles des activités immobilières
  - signature électronique
- information et accompagnement :
  - création reprise et transmission d'entreprise
  - développement durable
  - transition écologique et développement durable
  - développement commercial
  - développement international
  - développement des compétences, apprentissage
  - financement
  - Compétitivité et innovation
- formation continue

### Gestion d'équipements
- Aéroport de Chambéry - Aix-les-Bains, de 1953 à 2004.
- Ecole de commerce de Chambéry, de 1968 à 2012

## Historique
- La CCI de la Savoie a vu le jour le 5 décembre 1860.
- De 1953 au 1er juillet 2004, la CCI assura la gestion de l'Aéroport de Chambéry - Aix-les-Bains.

## Réseau
La CCI Savoie fait partie du réseau des CCI de France

## Présidents
- Marc Beggiora (2021 - 2026)
- Bruno Gastinne (2016 - 2021)
- René Chevalier (2011 - 2016)

## Pour approfondir